# 約翰斯通山
約翰斯通山（英語：Mount Johnstone），是南極洲的山峰，位於杜費克海岸，處於布拉德山西南面5公里，屬於毛德王后山脈的一部分，海拔高度1,230米，由美國南極名稱諮詢委員命名，現時由南極條約體系管理。